# 林克椿
林克椿（1926年4月—2022年12月20日），男，浙江奉化人，中国生物物理学家。曾参与中国第一只生物电假肢的研制工作。

## 生平
1948年，毕业于浙江大学物理系，获理学士学位。毕业后，曾担任北平研究院镭学研究所助理研究员。
1949年后，先后担任北京大学助教，北京医学院物理教研室主任，北京医学院讲师，北京医学院生物物理教研室主任，北京医学院副教授，北京医学院教授和清华大学教授。1954年，加入中国共产党。
1959年，参与创建北京医学院生物物理学专业，为中国国内高校中最早的生物物理学专业。
1980年，参与创建中国生物物理学学会。
1981年，在美国斯坦福大学化学系和美国宾夕法尼亚大学生物化学与生物物理系作访问研究。1981年，发现脂质体的螺旋结构（参见《Nature》1982年）。

## 社会兼职
曾担任《生物物理学报》副主编兼常务编委，国务院学位委员会学科评议组成员，国家自然科学基金委生命科学部咨询专家组成员，中国生物物理学会第一、二、三届副理事长，国际纯粹与应用生物物理学联合会（IUPAB）理事。

## 著述
- 《由钙离子促进膜间结合而诱发的螺旋状脂质体》
- 主编《生物物理学》
- 主编《中国医学百科全书·生物物理学分卷》
- 主编高校教材《生物物理学》
- 主编中国国家自然科学基金委员会自然科学学科发展调研报告之《生物物理学分卷》
- 《生物物理技术》